# Motokichi Inose
Motokichi Inose est un nom japonais traditionnel ; le nom de famille (ou le nom d'école), Motokichi, précède donc le prénom (ou le nom d'artiste).
Motokichi Inose (猪瀬元吉, 1852-1921) est le 2e grand maître du Shindō Yōshin-ryū. 

## Sources
- (ja) Cet article est partiellement ou en totalité issu de l’article de Wikipédia en japonais intitulé « 猪瀬元吉 » (voir la liste des auteurs).